# アルノ・ヴァン・ズワム
アルノ・ヴァン・ズワム（Arno Van Zwam、1969年9月16日 - ）は、オランダ出身の元サッカー選手である。ポジションはゴールキーパー(GK)。

## 経歴
1992/93年シーズンにフォルトゥナ・シッタールトでプロ生活を始め、3シーズン目にエールステ・ディヴィジ（オランダ2部）で初出場を記録するとチームのエールディヴィジ（同国1部）復帰に貢献。以後、6シーズンにわたって同チームの正GKとして活躍した。
1999/2000年シーズンの終了後、ヴァン・ズワムは初の移籍先としてJリーグのジュビロ磐田と契約し、2000年の2ndステージ開幕戦、6月24日の柏レイソル戦でJリーグデビューを果たし、同チームでも正GKを務めた。ヴァン・ズワム在籍時の磐田はチームの絶頂期で、ヴァン・ズワムがJ1リーグ戦30試合中26試合に出場した2001年には1stステージ優勝を果たし、ヴァン・ズワムはJリーグベストイレブンに選ばれた。2002年には1stと2ndの双方のステージで優勝する年間完全優勝を果たした。Jリーグでは74試合(失点はわずか66、防御率は0.89とJ1歴代トップクラスである。)、リーグカップでは22試合に出場した。磐田在籍時の2000年にはJOMOカップに外国籍選手選抜の一員として先発出場した。
2003年のJリーグのシーズン途中で磐田から母国オランダのNACブレダへ移籍。4シーズンぶりのエールディヴィジ復帰となり、2006/07年シーズンの終了と共に引退した。その後はブレダのコーチを務めている。

## 所属クラブ
- レオネス・レーウェン
- 1992年-2000年  フォルトゥナ・シッタールト
- 2000年6月-2003年9月  ジュビロ磐田
- 2003年-2007年  NACブレダ

## 個人成績
| 国内大会個人成績 | 国内大会個人成績 | 国内大会個人成績 | 国内大会個人成績 | 国内大会個人成績 | 国内大会個人成績 | 国内大会個人成績 | 国内大会個人成績 | 国内大会個人成績 | 国内大会個人成績 | 国内大会個人成績 | 国内大会個人成績 |
| 年度             | クラブ           | 背番号           | リーグ           | リーグ戦         | リーグ戦         | リーグ杯         | リーグ杯         | オープン杯       | オープン杯       | 期間通算         | 期間通算         |
| 年度             | クラブ           | 背番号           | リーグ           | 出場             | 得点             | 出場             | 得点             | 出場             | 得点             | 出場             | 得点             |
| オランダ         | オランダ         | オランダ         | オランダ         | リーグ戦         | リーグ戦         | リーグ杯         | リーグ杯         | KNVBカップ       | KNVBカップ       | 期間通算         | 期間通算         |
| ---------------- | ---------------- | ---------------- | ---------------- | ---------------- | ---------------- | ---------------- | ---------------- | ---------------- | ---------------- | ---------------- | ---------------- |
| 1992-93          | フォルトゥナ     |                  | 1部              | 0                | 0                |                  |                  |                  |                  |                  |                  |
| 1993-94          | フォルトゥナ     |                  | 2部              | 0                | 0                |                  |                  |                  |                  |                  |                  |
| 1994-95          | フォルトゥナ     |                  | 2部              | 34               | 0                |                  |                  |                  |                  |                  |                  |
| 1995-96          | フォルトゥナ     |                  | 1部              | 33               | 0                |                  |                  |                  |                  |                  |                  |
| 1996-97          | フォルトゥナ     |                  | 1部              | 34               | 0                |                  |                  |                  |                  |                  |                  |
| 1997-98          | フォルトゥナ     |                  | 1部              | 34               | 0                |                  |                  |                  |                  |                  |                  |
| 1998-99          | フォルトゥナ     |                  | 1部              | 31               | 0                |                  |                  |                  |                  |                  |                  |
| 1999-00          | フォルトゥナ     |                  | 1部              | 34               | 0                |                  |                  |                  |                  |                  |                  |
| 日本             | 日本             | 日本             | 日本             | リーグ戦         | リーグ戦         | リーグ杯         | リーグ杯         | 天皇杯           | 天皇杯           | 期間通算         | 期間通算         |
| 2000             | 磐田             | 30               | J1               | 15               | 0                | 4                | 0                | 3                | 0                | 22               | 0                |
| 2001             | 磐田             | 1                | J1               | 26               | 0                | 8                | 0                | 2                | 0                | 36               | 0                |
| 2002             | 磐田             | 1                | J1               | 16               | 0                | 5                | 0                | 0                | 0                | 21               | 0                |
| 2003             | 磐田             | 1                | J1               | 17               | 0                | 5                | 0                | -                | -                | 22               | 0                |
| オランダ         | オランダ         | オランダ         | オランダ         | リーグ戦         | リーグ戦         | リーグ杯         | リーグ杯         | KNVBカップ       | KNVBカップ       | 期間通算         | 期間通算         |
| 2003-04          | ブレダ           |                  | 1部              | 7                | 0                |                  |                  |                  |                  |                  |                  |
| 2004-05          | ブレダ           |                  | 1部              | 3                | 0                |                  |                  |                  |                  |                  |                  |
| 2005-06          | ブレダ           |                  | 1部              | 17               | 0                |                  |                  |                  |                  |                  |                  |
| 2006-07          | ブレダ           |                  | 1部              | 2                | 0                |                  |                  |                  |                  |                  |                  |
| 通算             | オランダ         | オランダ         | 1部              | 195              | 0                |                  |                  |                  |                  |                  |                  |
| 通算             | オランダ         | オランダ         | 2部              | 34               | 0                |                  |                  |                  |                  |                  |                  |
| 通算             | 日本             | 日本             | J1               | 74               | 0                | 22               | 0                | 5                | 0                | 101              | 0                |
| 総通算           | 総通算           | 総通算           | 総通算           | 301              | 0                |                  |                  |                  |                  |                  |                  |

その他の公式戦
- 2001年
  - Jリーグチャンピオンシップ 2試合0得点

その他の国際公式戦
- 2003年
  - A3チャンピオンズカップ 1試合0得点

## 記録
- ジュビロ磐田在籍時にJ(J1)リーグで6000分以上出場を対象としたゴールキーパーの通算防御率において0.89という数字を叩き出した[4]。一般的にDFラインとの意思疎通や連携が不利とされる外国人GKでありながら、抜群の瞬発力とポジショニングを生かし金字塔を打ち立てた。この記録が確定しているのはヴァン・ズワムのみである。
- リーグが開幕した1993年以降、この記録は未だ破られていない。

| 出場時間(分) | 出場数 | 失点 | 通算防御率 |
| ------------ | ------ | ---- | ---------- |
| 6,709        | 74     | 66   | 0.89       |

## 個人タイトル
- 2001年 Jリーグベストイレブン

## 備考
- ヴァン・ズワムがジュビロを退団してから、2007年9月にジウバーニがセレッソ大阪に入団するまで4年間Jリーグに外国籍のゴールキーパーは所属していなかった。